# XRCO Award

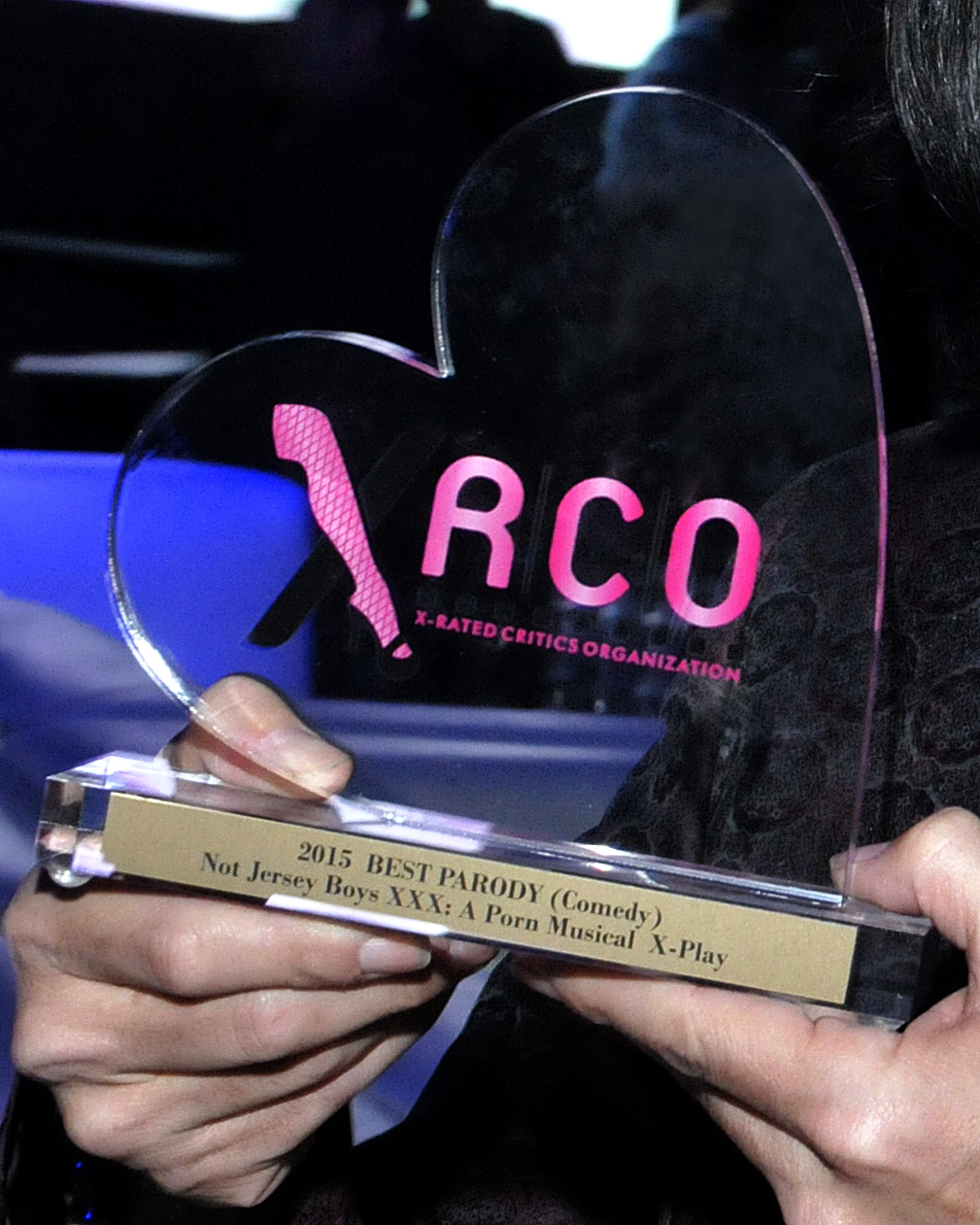
Trophäe von 2015

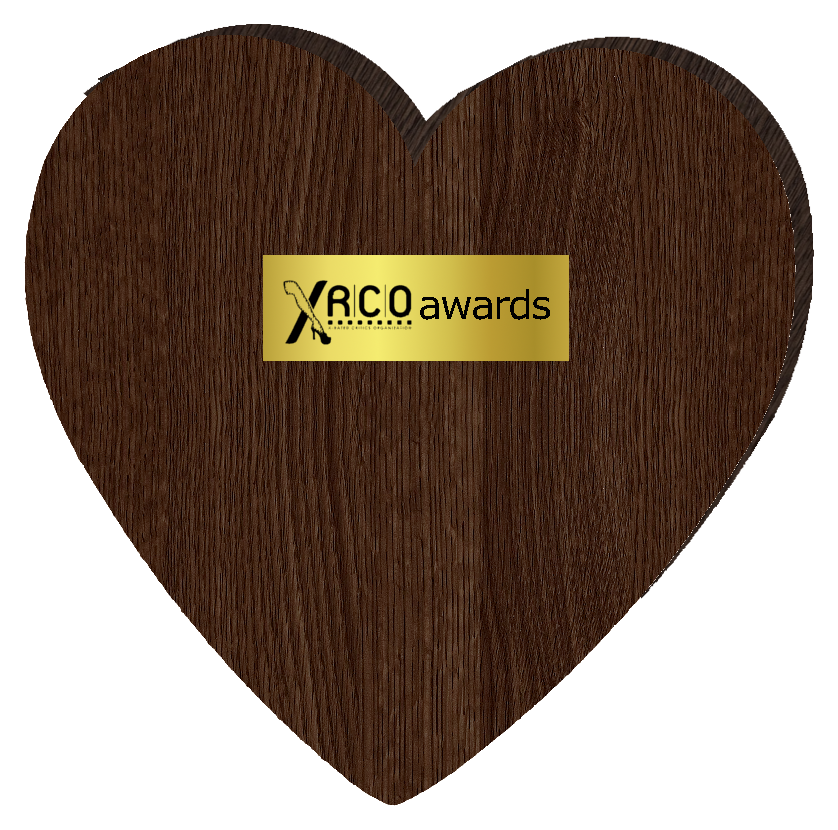
Die klassische „Wooden Heart On Trophy“ wurde bis 2014 verwendet

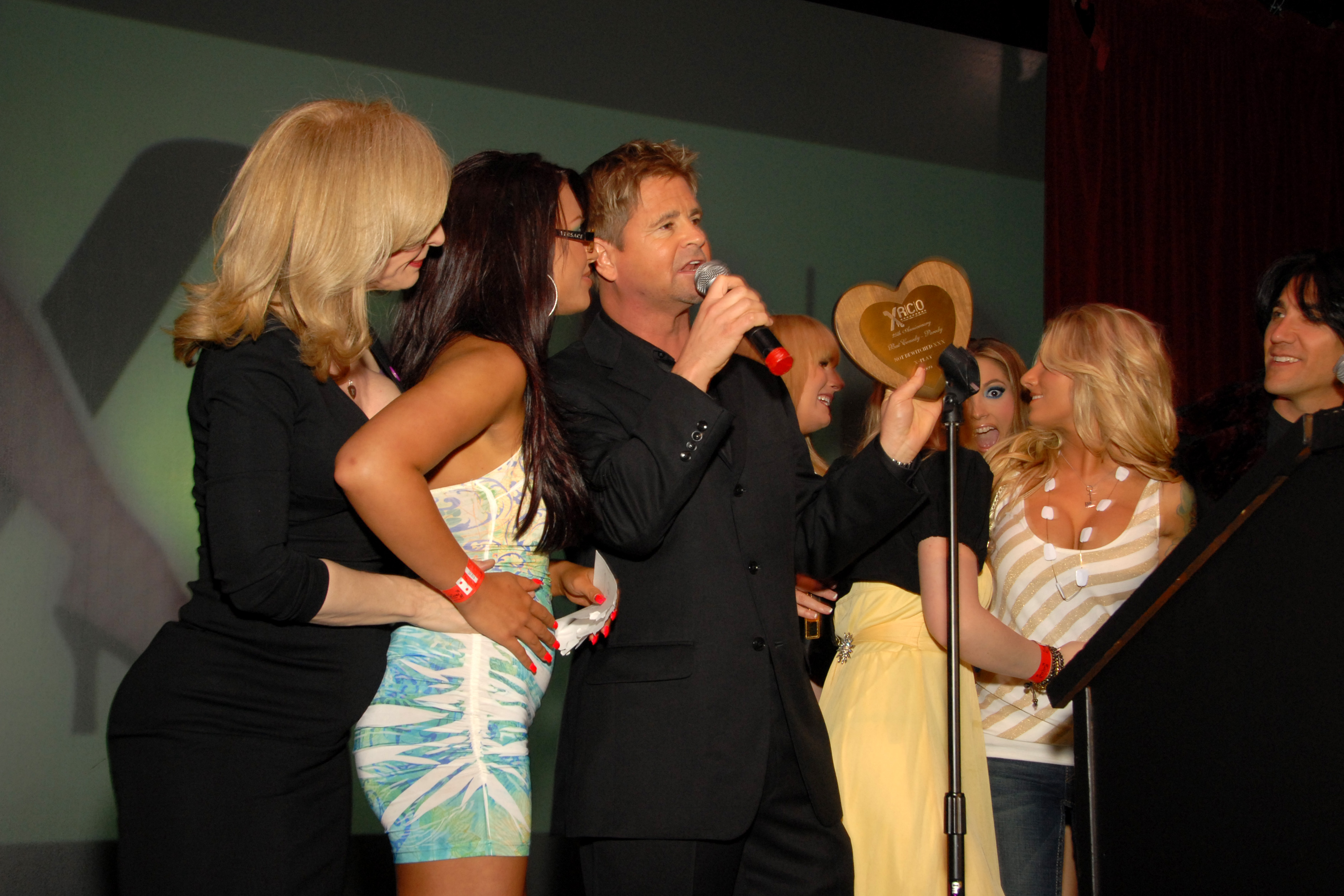
Preisverleihung 2009

Der XRCO Award ist ein seit 1985 jährlich vergebener Filmpreis der US-amerikanischen Pornobranche. Die Abkürzung XRCO steht für X-Rated Critics Organization, eine US-amerikanische Organisation von Kritikern pornographischer Filme. Der XRCO Award ist damit die einzige durch Kritiker, und nicht die Pornoindustrie selbst, vergebene Pornofilmauszeichnung in den USA.
Die erste Preisverleihung fand am 14. Februar 1985 statt, und bis einschließlich 1991 wurden die Preise jährlich am Valentinstag verliehen.

## Darstellerpreise

### Best Cumback
- 2007: Lisa Ann
- 2008: Kaylani Lei
- 2009: Teagan Presley
- 2010: Eva Angelina
- 2011: Dale DaBone
- 2012: Prince Yahshua
- 2013: Steven St. Croix
- 2014: Sunny Lane
- 2015: Ryder Skye
- 2016: Ryan Conner
- 2017: Briana Banks
- 2018: Tori Black

### Deep Throat Award
- 2009: Angelina Valentine

### Female Performer of the Year
- 1985: Ginger Lynn
- 1986: Ginger Lynn
- 1989: Nina Hartley
- 1990: Tori Welles
- 1991: Christy Canyon
- 1992: Jeanna Fine
- 1993: Ashlyn Gere
- 1994: Debi Diamond
- 1995: Leena
- 1996: Julie Ashton
- 1997: Missy
- 1998: Jill Kelly
- 1999: Stacy Valentine
- 2000: Inari Vachs
- 2001: Jewel De’Nyle
- 2002: Jewel De’Nyle
- 2003: Belladonna
- 2004: Ashley Blue
- 2005: Lauren Phoenix
- 2006: Nicki Hunter
- 2007: Hillary Scott
- 2008: Sasha Grey
- 2009: Jenna Haze
- 2010: Tori Black
- 2011: Tori Black
- 2012: Asa Akira
- 2013: Asa Akira
- 2014: Remy LaCroix
- 2015: Anikka Albrite
- 2016: Adriana Chechik
- 2017: Adriana Chechik
- 2018: Angela White
- 2019: Angela White
- 2020: Angela White
- 2021: Emily Willis
- 2022: Gianna Dior und Emily Willis
- 2023: Jane Wilde
- 2024: Vanna Bardot
- 2025: Chanel Camryn

### Best Lesbian / Girl-Girl Performer (Charlotte Stokely Award)
- 2016: Tanya Tate
- 2017: Shyla Jennings
- 2018: Charlotte Stokely
- 2019: Charlotte Stokely
- 2020: Charlotte Stokely
- 2021: Charlotte Stokely
- 2022: Charlotte Stokely
- 2023: Aidra Fox
- 2024: Anna Claire Clouds
- 2025: Anna Claire Clouds

### Mainstream Adult Media Favorite
- 2004: Mary Carey
- 2005: Seymore Butts (Family Business) und Jenna Jameson (How to Make Love Like a Porn Star: A Cautionary Tale)
- 2006: Stormy Daniels (40 Year Old Virgin, Wet Grooves etc.)
- 2007: Ron Jeremy
- 2008: Stormy Daniels
- 2009: Sasha Grey
- 2010: Sasha Grey
- 2011: Riley Steele
- 2012: Bree Olson
- 2013: James Deen
- 2015: Asa Akira
- 2016: Jessica Drake
- 2017: Julia Ann
- 2018: Joanna Angel

### Male Performer of the Year
- 1985: Eric Edwards
- 1994: Marc Wallice
- 1995: Jon Dough
- 1996: T. T. Boy
- 1997: T. T. Boy
- 1998: Tom Byron
- 1999: Mr. Marcus
- 2000: Bobby Vitale
- 2001: Evan Stone
- 2002: Lexington Steele
- 2003: Erik Everhard
- 2004: Manuel Ferrara
- 2005: Manuel Ferrara
- 2006: Manuel Ferrara
- 2007: Tommy Gunn
- 2008: Evan Stone
- 2009: James Deen
- 2010: Evan Stone
- 2011: Manuel Ferrara
- 2012: Manuel Ferrara
- 2013: Manuel Ferrara
- 2014: Manuel Ferrara
- 2015: Mick Blue
- 2016: Mick Blue
- 2017: Mick Blue
- 2018: Markus Dupree
- 2019: Small Hands
- 2020: Mick Blue
- 2021: Isiah Maxwell
- 2022: Isiah Maxwell
- 2023: Mick Blue
- 2024: Isiah Maxwell
- 2025: Seth Gamble

### MILF of the Year
- 2007: Janine
- 2008: Kylie Ireland
- 2009: Julia Ann
- 2010: Lisa Ann
- 2011: Julia Ann
- 2012: India Summer
- 2013: Veronica Avluv
- 2014: Francesca Lé
- 2015: India Summer
- 2016: Kendra Lust
- 2017: Cherie DeVille
- 2018: Cherie DeVille
- 2019: Bridgette B
- 2020: Bridgette B
- 2021: Britney Amber
- 2022: Brandi Love
- 2023: Natasha Nice
- 2024: Penny Barber
- 2025: Lexi Luna

### New Starlet
- 1985: Ginger Lynn
- 1986: Amber Lynn
- 1987: Barbara Dare
- 1988: Porsche Lynn
- 1989: Aja
- 1990: Tori Welles
- 1991: Ashlyn Gere
- 1992: Angela Summers
- 1993: Nikki Dial
- 1994: Shayla LaVeaux
- 1995: Misty Rain
- 1996: Jenna Jameson
- 1997: Stacy Valentine
- 1998: Nikita
- 1999: Raylene
- 2000: Jewel De’Nyle
- 2001: Tera Patrick
- 2002: Monica Mayhem
- 2003: Carmen Luvana
- 2004: Lauren Phoenix
- 2005: Teagan
- 2006: Hillary Scott
- 2007: Sasha Grey
- 2008: Bree Olson
- 2009: Stoya
- 2010: Kagney Linn Karter
- 2011: Allie Haze
- 2011: Chanel Preston
- 2012: Jessie Andrews
- 2013: Remy LaCroix
- 2014: AJ Applegate
- 2015: Carter Cruise
- 2016: Abella Danger
- 2017: Elsa Jean
- 2018: Lena Paul und Whitney Wright
- 2019: Gia Derza
- 2020: Gianna Dior
- 2021: Avery Cristy
- 2022: Blake Blossom
- 2023: Nicole Doshi
- 2024: Chanel Camryn
- 2025: Gal Ritchie

### New Stud
- 2000: Evan Stone
- 2001: Dillon Day
- 2003: Manuel Ferrara
- 2004: Ben English
- 2005: Tommy Gunn
- 2006: Scott Nails
- 2007: Derrick Pierce
- 2008: Charles Dera
- 2009: CJ Wright
- 2010: Dane Cross
- 2011: Xander Corvus
- 2012: Giovanni Francesco
- 2013: Logan Pierce
- 2014: Tyler Nixon
- 2015: Rob Piper
- 2016: Damon Dice
- 2017: Ricky Johnson
- 2018: Dredd
- 2019: Jason Luv
- 2020: Stirling Cooper
- 2021: Sly Diggler
- 2022: Anton Harden
- 2023: Lucky Fate
- 2024: Dan Damage
- 2025: Chocolate God

### Orgasmic / Awesome Analist
- 2000: Bobbi Bliss
- 2001: Chloe
- 2002: Jewel De’Nyle
- 2003: Belladonna
- 2004: Lauren Phoenix
- 2005: Lauren Phoenix
- 2006: Katja Kassin
- 2007: Hillary Scott
- 2008: Hillary Scott
- 2009: Belladonna
- 2010: Jenna Haze
- 2011: Bobbi Starr
- 2012: Bobbi Starr
- 2013: Kristina Rose
- 2014: Jada Stevens
- 2015: Adriana Chechik
- 2016: A.J. Applegate
- 2017: Vicki Chase
- 2018: Abella Danger
- 2019: Abella Danger
- 2020: Abella Danger
- 2021: Angela White
- 2022: Emily Willis
- 2023: Vicki Chase und Angela White
- 2024: Vicki Chase
- 2025: Liz Jordan

### Orgasmic Oralist (Vicki Chase Award)
- 2000: Bobbi Bliss
- 2001: Inari Vachs
- 2002: Kaylynn
- 2003: Kaylynn
- 2004: Felicia Fox
- 2005: Roxy Jezel
- 2006: Hillary Scott
- 2007: Hillary Scott
- 2008: Jenna Haze
- 2009: Belladonna
- 2010: Bobbi Starr
- 2011: Jenna Haze
- 2012: Brooklyn Lee
- 2013: Brooklyn Lee
- 2014: Vicki Chase
- 2015: Vicki Chase
- 2016: Vicki Chase
- 2017: Vicki Chase
- 2018: Vicki Chase
- 2019: Vicki Chase
- 2020: Vicki Chase
- 2021: Vicki Chase
- 2022: Angela White
- 2023: Blake Blossom
- 2024: Nicole Doshi
- 2025: Willow Ryder

### Personal Favorite
- 2021: Angela White
- 2022: Angela White
- 2023: Blake Blossom
- 2024: Angela White
- 2025: Blake Blossom

### Superslut
- 2003: Catalina
- 2004: Julie Night
- 2005: Ariana Jollee
- 2006: Ariana Jollee
- 2007: Hillary Scott
- 2008: Annette Schwarz
- 2009: Bobbi Starr
- 2010: Bobbi Starr
- 2011: Kristina Rose[1]
- 2012: Asa Akira
- 2013: Brooklyn Lee
- 2014: Bonnie Rotten
- 2015: Adriana Chechik
- 2016: Adriana Chechik
- 2017: Holly Hendrix
- 2018: Holly Hendrix
- 2019: Adriana Chechik
- 2020: Angela White
- 2021: Gia Derza
- 2022: Gia Derza
- 2023: April Olsen
- 2024: Summer Vixen
- 2025: Rebel Rhyder

### Teen / Cream Dream
- 2001: Allysin Chaynes
- 2002: Aurora Snow
- 2003: Ashley Blue
- 2004: Cytherea
- 2005: Teagan
- 2006: Kinzie Kenner
- 2007: Mia Rose
- 2008: Bree Olson
- 2009: Tori Black
- 2010: Lexi Belle
- 2011: Tara Lynn Foxx
- 2012: Allie Haze
- 2013: Lily Carter
- 2014: Mia Malkova
- 2015: August Ames
- 2019: Kenzie Reeves
- 2020: Gabbie Carter
- 2021: Naomi Swann
- 2022: Liz Jordan
- 2023: Coco Lovelock
- 2024: Molly Little
- 2025: Hailey Rose

### Trans Performer of the Year
- 2019: Aubrey Kate
- 2020: Aubrey Kate
- 2021: Daisy Taylor
- 2022: Casey Kisses
- 2023: Emma Rose
- 2024: Emma Rose
- 2025: Ariel Demure

### Unsung Siren
- 1993: Debi Diamond
- 1994: Lacy Rose
- 1995: Shane
- 1996: Tammi Ann
- 1997: Sindee Coxx
- 1998: Chloe
- 1999: Katie Gold
- 2000: Sydnee Steele
- 2001: Shelbee Myne
- 2002: Alana Evans
- 2003: Olivia Saint
- 2004: Sabrine Maui
- 2005: Katie Morgan
- 2006: Haley Paige
- 2007: Mika Tan
- 2008: Roxy Deville
- 2009: Amber Rayne
- 2010: Marie Luv
- 2011: Charley Chase
- 2012: India Summer
- 2013: Vicki Chase
- 2014: Vicki Chase
- 2015: Casey Calvert
- 2016: Amber Rayne
- 2017: Veruca James
- 2018: Casey Calvert
- 2019: Valentina Nappi
- 2020: Kira Noir
- 2021: Aiden Ashley
- 2022: Natasha Nice
- 2023: Spencer Bradley
- 2024: Gizelle Blanco
- 2025: Chloe Amour

### Unsung Swordsman / Stud
bis 1996: Woodsman of the Year
- 1994: Sean Michaels
- 1995: Alex Sanders
- 1996: T. T. Boy
- 1997: Steve Hatcher
- 1998: Dave Hardman
- 1999: Luciano
- 2000: Ian Daniels
- 2001: Erik Everhard
- 2002: Dave Cummings
- 2003: Brandon Iron
- 2004: Steve Holmes
- 2005: Brian Surewood
- 2006: Brandon Iron
- 2007: Mark Wood
- 2008: James Deen
- 2009: Charles Dera
- 2010: Sascha
- 2011: Mark Ashley
- 2012: Mr. Pete
- 2013: Mark Ashley
- 2014: Johnny Castle
- 2015: John Strong
- 2016: John Strong
- 2017: Johnny Sins
- 2018: Charles Dera
- 2019: Charles Dera
- 2020: Charles Dera
- 2021: Charles Dera
- 2022: Rob Piper
- 2023: Codey Steele
- 2024: Robby Apples
- 2025: Nathan Bronson

## Schauspielpreise

### Best Actor (Single Performance)
- 1985: Eric Edwards (Great Sexpectations)
- 1986: Jerry Butler (Snake Eyes)
- 1987: John Leslie (Every Woman Has A Fantasy 2)
- 1988: Jamie Gillis (Deep Throat II)
- 1989: John Leslie (Beauty and the Beast)
- 1990: Jamie Gillis (Second Skin)
- 1991: Randy Spears (All That Sex)
- 1992: Jon Dough (Brandy And Alexander)
- 1993: Rocco Siffredi (Face Dance 1)
- 1994: Jon Dough (New Wave Hookers 3)
- 1995: Steven St. Croix (Dog Walker)
- 1996: Jon Dough (Latex)
- 1997: Tom Byron (Flesh)
- 1998: Tom Byron (Indigo Delta)
- 1999: James Bonn (Masseuse 3)
- 2000: Randy Spears (Double Feature)
- 2001: Joel Lawrence (Raw)
- 2002: Evan Stone (Cap’n Mongo’s Porno Playhouse)
- 2003: Rocco Siffredi (The Fashionistas)
- 2004: Randy Spears (Space Nuts – Wicked Pictures)
- 2005: Randy Spears (Misty Beethoven – The Musical – VCA Pictures)
- 2006: Randy Spears (Eternity – Wicked Pictures)
- 2007: Randy Spears (Curse Eternal – Wicked Pictures)
- 2008: Randy Spears (Black Widow – Wicked Pictures)
- 2009: Evan Stone (Pirates II: Stagnetti’s Revenge – Digital Playground)
- 2010: Eric Swiss (Not Married with Children XXX – X-Play/LFP Video)
- 2011: Evan Stone
- 2012: Anthony Rosano
- 2013: Steven St. Croix (Torn – New Sensations Couples)
- 2014: Richie Calhoun (The Submission of Emma Marx – New Sensations)
- 2015: Steven St. Croix (Wetwork – Vivid Entertainment)
- 2016: Derrick Pierce (Magic Mike XXXL: A Hardcore Parody – Wicked Pictures)
- 2017: Tommy Pistol (Suicide Squad XXX: An Axel Braun Parody – Wicked Comix)
- 2018: Tommy Pistol (Ingenue – Wicked Pictures)
- 2019: Tommy Pistol (Anne: A Taboo Parody – Pure Taboo/Pulse)
- 2020: Seth Gamble (Perspective – Adult Time/Pulse)
- 2021: Seth Gamble (A Killer On The Loose – MissaX/Pulse)
- 2022: Dante Colle und Tommy Pistol (beide für Casey: A True Story – Adult Time/Pulse)
- 2023: Seth Gamble (Going Up – Lust Cinema)
- 2024: Tommy Pistol (Feed Me – Adult Time/Pulse)
- 2025: Chad Alva (Alive – Marc Doncel)

### Best Supporting Actor
- 1985: Joey Silvera (Public Affairs)
- 1986: Joey Silvera (She’s So Fine)

### Best Actress (Single Performance)
- 1985: Rachel Ashley (Every Woman Has A Fantasy)
- 1986: Gloria Leonard (Taboo American Style (The Miniseries))
- 1987: Colleen Brennan (Getting Personal )
- 1988: Krista Lane (Deep Throat II)
- 1989: Ariel Knight (Romeo And Juliet II)
- 1990: Sharon Kane (Bodies In Heat 2)
- 1991: Jeanna Fine (Steal Breeze)
- 1992: Jeanna Fine (Brandy And Alexander)
- 1993: Ashlyn Gere (Chameleons Not The Sequel)
- 1994: Leena (Blinded By Love)
- 1995: Tyffany Million (Sex)
- 1996: Jeanna Fine (Skin Hunger)
- 1997: Jeanna Fine (My Surrender)
- 1998: Dyanna Lauren (Bad Wives)
- 1999: Jeanna Fine (Café Flesh 2)
- 2000: Inari Vachs (The Awakening)
- 2001: Taylor Hayes (Jekyll & Hyde)
- 2002: Taylor Hayes (Fade to Black)
- 2003: Belladonna (The Fashionistas)
- 2004: Ashley Long (Compulsion – Elegant Angel)
- 2005: Jessica Drake (Fluff and Fold – Wicked Pictures)
- 2006: Savanna Samson (The New Devil In Miss Jones – Vivid Entertainment Group)
- 2007: Hillary Scott (Corruption – Sex Z Pictures)
- 2008: Eva Angelina (Upload – Sex Z Pictures)
- 2009: Jessica Drake (Fallen – Wicked Pictures)
- 2010: Kimberly Kane (The Sex Files: A Dark XXX Parody – Revolution X/Digital Sin)
- 2011: Kimberly Kane
- 2012: Jessie Andrews
- 2013: Lily Carter (Wasteland – Elegant Angel Productions)
- 2014: Remy LaCroix (The Temptation of Eve – New Sensations Erotic Stories)
- 2015: Penny Pax (Wetwork – Vivid Entertainment)
- 2016: Penny Pax (The Submission of Emma Marx: Boundaries – New Sensations Erotic Stories)
- 2017: Kleio Valentien (Suicide Squad XXX: An Axel Braun Parody – Wicked Comix)
- 2018: Jill Kassidy (Half His Age: A Teenage Tragedy – Pure Taboo/Pulse)
- 2019: Avi Love (The Possession of Mrs. Hyde – Wicked Pictures)
- 2020: Angela White (Perspective – Adult Time/Pulse)
- 2021: Maitland Ward (Muse – Deeper/Pulse)
- 2022: Maitland Ward (Muse 2 – Deeper/Pulse)
- 2023: Maitland Ward (Drift – Deeper)
- 2024: Kira Noir (Machine Gunner – Digital Playground)
- 2025: Casey Calvert (Birth – Adult Time/Pulse)

### Best Supporting Actress
- 1985: Sharon Kane (Throat … 12 Years After)
- 1986: Kimberly Carson (Girls On Fire)

## Regisseurpreise

### Best Director
- 1985: Edwin Brown (Every Woman Has A Fantasy)
- 1986: Henri Pachard (Taboo American Style)
- 1987: Gregory Dark (The Devil in Miss Jones)
- 1988: John Leslie (Nightshift Nurses) und Cecil Howard (Firestorm II)
- 1989: John Leslie (Catwoman)
- 1990: John Leslie (The Chameleon)
- 1991: John Stagliano (Buttman’s Ultimate Workout)
- 1992: John Stagliano (Wild Goose Chase)
- 1993: John Stagliano
- 1994: Paul Thomas
- 1995: John Leslie
- 1996: Michael Ninn
- 1997: Gregory Dark
- 1998: John Leslie
- 1999: John Leslie
- 2000: Paul Thomas
- 2001: Michael Raven
- 2002: Jules Jordan
- 2003: John Stagliano
- 2004: Jules Jordan
- 2005: Jules Jordan
- 2006: Joone

seit 2007 wird unterschieden in:

### Best Director (Features)
- 2007: Brad Armstrong
- 2008: Brad Armstrong und Stormy Daniels
- 2009: Brad Armstrong
- 2010: Will Ryder
- 2011: Brad Armstrong
- 2012: Graham Travis
- 2013: Graham Travis
- 2014: Jacky St. James
- 2015: Jacky St. James
- 2016: Jacky St. James
- 2017: Brad Armstrong
- 2018: Bree Mills
- 2019: Kayden Kross
- 2020: Kayden Kross
- 2021: Kayden Kross
- 2022: Kayden Kross
- 2023: Ricky Greenwood
- 2024: Ricky Greenwood
- 2025: Ricky Greenwood

### Best Director (Non-Features)
- 2007: Jules Jordan
- 2008: Jules Jordan
- 2009: Jules Jordan
- 2010: William H.
- 2011: William H.
- 2012: William H.
- 2013: William H.
- 2014: Mason
- 2015: Mason
- 2016: Greg Lansky
- 2017: Greg Lansky
- 2018: Greg Lansky
- 2019: Jonni Darkko
- 2020: Jules Jordan
- 2021: Kayden Kross
- 2022: Mike Quasar
- 2023: Jules Jordan
- 2024: Jonni Darkko
- 2025: Jonni Darkko

### Best Director (Parody)
- 2011: Axel Braun
- 2012: Axel Braun
- 2013: Axel Braun
- 2014: Will Ryder
- 2015: Axel Braun
- 2016: Axel Braun
- 2017: Axel Braun
- 2018: Axel Braun
- 2019: Axel Braun
- 2020: Joanna Angel
- 2021: Casey Calvert und Eli Cross
- 2022: Axel Braun
- 2023: Axel Braun

### Best Director (Web)
- 2014: Greg Lansky
- 2015: Greg Lansky
- 2016: Stills By Alan
- 2017: Stills By Alan
- 2018: Maestro Claudio und Ivan
- 2019: Ivan
- 2020: Kayden Kross
- 2021: Kayden Kross
- 2022: Laurent Sky
- 2023: Kayden Kross
- 2024: Derek Dozer
- 2025: Ivan

## Filmpreise

### Best 3D Release
- 2012: This Ain't Ghostbusters XXX (Hustler)
- 2013: This Ain't Jaws XXX 3D (Hustler/Adam & Eve)

### All in the Family Theme
- 2016: The Father Figure (Digital Sin/Tabu Tales)
- 2017: Me, My Brother and Another (New Sensations)
- 2018: Dysfucktional: Blood Is Thicker Than Cum (Kelly Madison/Juicy)
- 2019: A Trailer Park Taboo (Pure Taboo/Pulse)
- 2020: My Stepson Is Evil (Evil Angel Films)
- 2021: Pushing Boundaries (MissaX/Pulse)
- 2022: Rocco’s Sex Stepfamily (Evil Angel)
- 2023: My Sexy Little Sister 13 (Digital Sin)
- 2024: My Sexy Little Stepdaughter 8 (New Sensations)
- 2025: LIA’s Big Step Family 2 (Rocco Siffredi/Evil Angel)

### Best Amateur Or Pro-Am Series
- 1994: Randy West’s Up & Cummers
- 1995: Anal Adventures Of Max Hardcore
- 1996: Max
- 1997: Cumback Pussy
- 1998: Filthy First-Timers
- 1999: Real Sex Magazine
- 2000: Real Sex Magazine
- 2001: Up And Cummers
- 2002: Up And Cummers
- 2003: Shane’s World
- 2004: Breakin' 'em In (Red Light District)
- 2005: Breakin' 'em In (Red Light District)
- 2006: New Whores 2 (Mayhem)

### Best Anal Series
- 2019: Anal Beauty (Tushy)
- 2020: Anal Models (Tushy/Pulse)
- 2021: Anal Beauty (Tushy/Pulse)
- 2022: Angela Loves Anal (AGW/Girlfriends Films)
- 2023: Anal Angels (Tushy/Pulse)
- 2024: Anal Savages (Jules Jordan Video)
- 2025: Tushy Raw (Tushy/Pulse)

### Best Comedy or Parody
- 2004: Space Nuts (Wicked Pictures)
- 2005: Misty Beethoven – The Musical (VCA Pictures)
- 2006: Camp Cuddly Pines Powertool Massacre (Wicked Pictures)
- 2007: Britney Rears 3 (Hustler)
- 2008: Not The Bradys XXX (X-Play)
- 2009: Ashlynn Goes to College #2 (New Sensations, Best Non-Parody) und Not Bewitched XXX (X-Play, Best Parody)
- 2010: Not Married with Children XXX (X-Play/LFP Video)

Seit 2011 wird unterschieden in:

#### Best Comedy
- 2011: The Big Lebowski: A XXX Parody (New Sensations)
- 2012: The Rocki Whore Picture Show: A Hardcore Parody (Wicked Pictures)
- 2013: Star Wars XXX: A Porn Parody (Axel Braun/Vivid Entertainment)
- 2014: Grease XXX – A Parody (Adam & Eve Pictures)
- 2015: Not Jersey Boys XXX: A Porn Musical (X-Play/Pulse)
- 2016: Peter Pan XXX: An Axel Braun Parody (Wicked Fairy Tales)
- 2017: Cindy Queen of Hell (Burning Angel/Exile)
- 2018: Bad Babes Inc. (Adam & Eve Pictures)
- 2019: Love in the Digital Age (New Sensations Romance)
- 2020: Love Emergency (Adam & Eve Pictures)
- 2021: Evil Tiki Babes (Burning Angel/Pulse)
- 2022: Love, Sex and Lawyers (Adam & Eve)
- 2023: Love, Sex & Fashion (Adam & Eve)
- 2024: Love, Sex, & Robots (Adam & Eve)
- 2025: Sunny Goldmelons (Wicked Pictures/Pulse)

#### Best Drama / Parody
- 2011: The Sex Files 2. A Dark XXX Parody (New Sensations)
- 2012: Taxi Driver: A XXX Parody (Pleasure Dynasty/Exile)
- 2013: Dallas XXX: A Parody (Adam & Eve Pictures) und Diary of Love (Smash Pictures)
- 2014: OMG … It’s the Leaving Las Vegas XXX Parody (Septo/Paradox/Exquisite)
- 2015: Cinderella XXX: An Axel Braun Parody (Wicked Fairy Tales)
- 2016: Magic Mike XXXL: A Hardcore Parody (Wicked Pictures)
- 2017: Suicide Squad XXX: An Axel Braun Parody (Wicked Comix)
- 2018: Justice League XXX: An Axel Braun Parody (Wicked Comix)
- 2019: Deadpool XXX: An Axel Braun Parody (Wicked Comix)
- 2020: Captain Marvel XXX: An Axel Braun Parody (Wicked Comix)
- 2021: Cougar Queen: A Tiger King Parody (Girlsway)
- 2022: Black Widow XXX: An Axel Braun Parody (Wicked Pictures)
- 2023: SpideyPool XXX: An Axel Braun Parody (Wicked Comix)

#### Best Comic Parody
- 2012: Spider-Man XXX: A Porn Parody (Vivid Entertainment)
- 2013: Superman vs. Spider-Man XXX: An Axel Braun Parody (VividXXXSuperheroes)
- 2014: Man of Steel XXX: An Axel Braun Parody (VividXXXSuperheroes)
- 2015: Barbarella XXX: A Kinky Parody (Kink.com/Jules Jordan) und Doctor Whore Porn Parody (Wood Rocket/Digital Sin)
- 2016: Batman V. Superman XXX: An Axel Braun Parody (Wicked Pictures)

### (Most Outrageous) DVD Extras
- 2006: Camp Cuddly Pines Powertool Massacre (Wicked Pictures)
- 2007: Corruption (Sex Z Pictures)
- 2008: Upload (Sex-Z Pictures)
- 2009: Pirates II: Stagnetti’s Revenge (Digital Playground)
- 2010: 2040 (Wicked Pictures)
- 2011: Speed (Wicked Pictures)

### Best Epic
- 2006: Pirates (Digital Playground/Adam & Eve)
- 2007: Corruption (Sex Z Pictures)
- 2008: Upload (Sex Z Pictures)
- 2009: Fallen (Wicked Pictures) und Pirates II: Stagnetti’s Revenge (Digital Playground)
- 2010: 2040 (Wicked Pictures)
- 2011: Speed (Wicked Pictures)
- 2012: Portrait of a Call Girl (Elegant Angel)
- 2013: Voracious: The First Season (John Stagliano/Evil Angel)
- 2014: Underworld (Wicked Pictures)
- 2015: Wetwork (Vivid)
- 2016: Wanted (Wicked Pictures/Adam & Eve)

### Best Ethnic / Interracial / Blended Series
- 2010: Big Black Wet Asses (Elegant Angel)
- 2011: Asian Fucking Nation (Darkko Productions/Evil Angel)
- 2012: Lex the Impaler (Jules Jordan Video)
- 2013: Mandingo Massacre (Jules Jordan Video)
- 2015: My First Interracial (Blacked/Jules Jordan)
- 2016: My First Interracial (Blacked/Jules Jordan)
- 2017: Black & White (Blacked/Jules Jordan)
- 2018: Interracial Icon (Blacked/Jules Jordan)
- 2019: Blacked Raw (Blacked Raw)
- 2020: Blacked Raw (Blacked Raw/Pulse)
- 2021: Black Owned und Invasian (beide Jules Jordan)
- 2022: Black Beauties (All Black X/O.L.)
- 2023: Asian Schoolgirls (New Sensations)
- 2024: Blacked Raw (Blacked Raw/Pulse)
- 2025: Stars (Blacked/Pulse)

### Best Girl-Girl Release or Series
- 2006: Belladonna’s Fucking Girls (Belladonna/Evil Angel)
- 2007: Belladonna: No Warning 2 (BelladonnaEvil Empire)
- 2008: Belladona’s Fucking Girls 4 (Belladonna Productions/Evil Angel)
- 2009: Belladonna’s Girl Train (Belladonna Entertainment)
- 2010: Women Seeking Women (Girlfriends Films)
- 2011: Women Seeking Women (Girlfriends Films)
- 2012: Women Seeking Women (Girlfriends Films)
- 2013: Women Seeking Women (Girlfriends Films)
- 2014: Women Seeking Women (Girlfriends Films)
- 2015: Women Seeking Women (Girlfriends Films)
- 2016: Women Seeking Women (Girlfriends Films)
- 2017: Angela Loves Women (AGW/Girlfriends Films)
- 2018: Women Seeking Women (Girlfriends Films)
- 2019: Angela Loves Women (AGW/Girlfriends Films)
- 2020: Angela Loves Women (AGW/Girlfriends Films)
- 2021: Women Seeking Women (Girlfriends Films)
- 2022: Girls Lovin’ Girls (New Sensations)
- 2023: Play (Slayed/Pulse)
- 2024: Touch (Slayed/Pulse)
- 2025: Play (Slayed/Pulse)

### Best Gonzo Movie / Release
- 2006: Slut Puppies (Evil Angel Productions)
- 2007: Jenna Haze Dark Side (Jules Jordan Video)
- 2008: Flesh Hunter 10 (Jules Jordan Productions)
- 2009: Alexis Texas is Buttwoman (Elegant Angel)
- 2010: Big Wet Asses 15 (Elegant Angel)
- 2011: Tori Black Is Pretty Filthy 2 (Elegant Angel)
- 2012: Asa Akira Is Insatiable 2 (Elegant Angel)
- 2013: Asa Akira Is Insatiable 3 (Elegant Angel)
- 2014: Remy LaCroix’s Anal Cabo Weekend (LeWood/Buttman/Evil Angel)
- 2015: V for Vicki (Jonni Darkko/Evil Angel)
- 2016: Angela 2 (AGW Entertainment/Girlfriends Films) und Anikka’s Anal Sluts (BAM Visions/Evil Angel)
- 2017: Natural Beauties (Vixen/Jules Jordan)
- 2018: Angela 3 (AGW Entertainment/Girlfriends Films)
- 2019: Angela Loves Anal 2 (AGW/Girlfriends Films)
- 2020: Angela White: Darkside (Jules Jordan Video)
- 2021: Anal Beauty 14 (Tushy/Pulse)
- 2022: Angela Loves Threesomes (AGW/Girlfriends Films)
- 2023: Blacked Raw V56 (Blacked Raw/Pulse)
- 2024: Performers of the Year 2023 (Elegant Angel)
- 2025: DP Masters 9 (Jules Jordan Video)

### Best Gonzo Series
- 1998: Shane’s World
- 1999: Whack Attack
- 2000: Please
- 2001: Please!
- 2002: Service Animals
- 2003: Flesh Hunter
- 2004: Flesh Hunter (Evil Angel Productions)
- 2005: Service Animals (Evil Angel Productions)
- 2006: Service Animals (Joey Silvera/Evil Angel Productions)
- 2007: Service Animals (All Blew Shirts/Evil Empire)
- 2008: Ass Worship (Jules Jordan Productions)
- 2009: Big Wet Asses (Elegant Angel)
- 2010: Seasoned Players (Tom Byron Pictures/Evolution Distribution)
- 2011: Big Wet Asses (Elegant Angel)
- 2012: Big Wet Asses (Elegant Angel)
- 2013: Raw (Manuel Ferrara/Evil Angel)
- 2014: Wet Asses (Jules Jordan Video)
- 2015: DP Me (Hard X/O.L. Entertainment)
- 2016: Anal Beauty (Tushy/Jules Jordan Video) und Gangbang Me (Hard X)
- 2017: Angela Loves (AGW/Girlfriends Films)
- 2018: Angela Loves (AGW/Girlfriends Films)
- 2019: DP Me (Hard X/O.L. Entertainment)
- 2020: Raw (Manuel Ferrara/Jules Jordan)
- 2021: Tushy Raw (Tushy/Pulse)
- 2022: Natural Beauties (Vixen/Pulse)
- 2023: Blacked Raw (Blacked Raw/Pulse)
- 2024: Breast Worship (Jules Jordan Video)
- 2025: Ass Worship (Jules Jordan Video)

### Best Mini-Feature Series
- 1994: Sodomania
- 1995: Sodomania

### Best Ongoing Blended Series
- 2021: V. (Blacked Raw/Pulse)
- 2022: Dredd (Jules Jordan) und Blacked Raw (Pulse)
- 2023: Black & White (Blacked/Pulse)

### Best POV Release or Series
- 2006: Pov Pervert 5 (Red Light District)
- 2007: Jack’s Pov 5 (Digital Playground)
- 2008: inTERActive (Teravision/Hustler)
- 2009: Tunnel Vision #3 (Jules Jordan Productions)
- 2010: POV Jugg Fuckers 2 (Darkko Productions/Evil Angel) und POV Pervert 11 (Mike John Productions/Jules Jordan Video)
- 2011: POV Pervert (Mike John Productions/Jules Jordan Video)
- 2012: POV Pervert (Mike John Productions/Jules Jordan Video)
- 2013: POV Pervert (Mike John Productions/Jules Jordan Video)
- 2015: POV Pervert (Mike John Productions/Jules Jordan Video)
- 2016: Lex’s Point of View (Evil Angel)
- 2017: POV Sluts (Toni Ribas/Evil Angel)
- 2018: Bang POV (Bang Bros)

### Best Release

#### DVD of the Year
- 2001: Dream Quest
- 2002: Dark Angels
- 2003: Euphoria
- 2004: The Fashionistas (Evil Angel Productions)
- 2005: Millionaire (Private USA)

#### Feature Film of the Year
- 1985: Every Woman Has a Fantasy
- 1989: Every Woman Has a Fantasy 2
- 1990: Pretty Peaches 2
- 1991: Pretty Peaches 3 – The Quest
- 1992: Wild Goose Chase
- 1993: Chameleons Not the Sequel
- 1994: Justine: Nothing To Hide 2
- 1995: Dog Walker
- 1996: Borderline
- 1997: Sex Freaks
- 1998: Bad Wives
- 1999: Masseuse 3
- 2000: The Awakening
- 2001: Les Vampyres
- 2002: Fade to Black
- 2003: The Fashionistas
- 2004: Compulsion (Elegant Angel)
- 2005: The Masseuse (Vivid Entertainment Group)

#### Video Feature of the Year
- 1985: Let Me Tell Ya ’Bout White Chicks
- 1986: Black Throat
- 1987: Dream Girls
- 1988: Nightshift Nurses
- 1989: Catwoman
- 1990: Chameleon
- 1991: Buttman’s Ultimate Workout
- 1992: Buttman’s European Vacation
- 1993: Buttman Vs. Buttwoman
- 1994: Pussyman
- 1995: Takin' It To The Limit
- 1996: Latex
- 1997: Buttman In The Crack
- 1998: The Psychosexuals
- 1999: Café Flesh 2
- 2000: Torn
- 2001: Buttman’s Toy Stories
- 2002: Euphoria
- 2003: The Ass Collector
- 2004: Beautiful (Wicked Pictures)
- 2005: In the Garden of Shadows (Ninn Worx/Pure Play Media)

#### Best Release
2006 wurden die drei Kategorien zusammengefügt zu Best Release.
- 2006: Pirates (Digital Playground/Adam & Eve)
- 2007: Curse Eternal (Wicked Pictures)
- 2008: Babysitters (Digital Playground)
- 2009: Cheerleaders (Digital Playground)
- 2010: Flight Attendants (X-Play/Adam & Eve)
- 2011: Pornstar Superheroes (Elegant Angel)
- 2012: Lost & Found (New Sensations)
- 2013: Wasteland (Elegant Angel)
- 2014: The Submission of Emma Marx (New Sensations)
- 2015: Second Chances (New Sensations)
- 2016: Being Riley (Tushy/Jules Jordan Video)
- 2017: Preacher’s Daughter (Wicked Pictures)
- 2018: The Submission of Emma Marx: Evolved (New Sensations)
- 2019: Abigail (Tushy)
- 2020: Drive (Deeper/Pulse)
- 2021: Muse (Deeper/Pulse)
- 2022: Psychosexual (Vixen/Pulse)
- 2023: Going Up (Lust Cinema)
- 2024: Influence: Vanna Bardot (Tushy/Pulse)
- 2025: Gold Diggers (Digital Playground/Pulse)

### Best Screenplay
- 1985: Every Woman Has A Fantasy (Edwin & Summer Brown)
- 1986: Taboo American Style (Rick Marx)
- 1987: Sexually Altered States (Pamela Penn)
- 1988: Deep Throat II (Michael Evans)
- 1989: Maxine (Arthur King)
- 1990: My Bare Lady (Cash Markman & Chad Randolph)

### Best Series
- 1997: Joey Silvera’s Butt Row

### Best Star Showcase
- 2019: I Am Angela (Evil Angel Films)
- 2020: Angela White: Dark Side (Jules Jordan)
- 2021: Influence: Elsa Jean (Tushy/Pulse)
- 2022: Influence: Emily Willis (Vixen/Pulse)
- 2023: April Olsen Knows Best (Darkko/Evil Angel)
- 2024: Deep Inside Jennifer White (Darkko/Evil Angel)
- 2025: Fuck Angela (AGW/Girlfriends Films)

### Best Vignette Series
- 1996: The Voyeur

### Best Adult / High-End Web Site
- 2017: Vixen.com
- 2018: Vixen.com
- 2019: EvilAngel.com
- 2020: AdultTime.com
- 2021: EvilAngel.com
- 2022: Vixen.com
- 2023: AdultTime.com
- 2024: AdultTime.com
- 2025: AdultTime.com

### Worst Movie
- 1994: Nympho Zombie Coeds
- 1995: Gum-Me-Bare
- 1996: World’s Biggest Gang Bang
- 1997: Frankenpenis
- 1998: 87 And Still Bangin’
- 1999: World’s Biggest Anal Gangbang
- 2000: Vomitorium
- 2001: Watch Me Camp Bitch!
- 2002: Fossil Fuckers
- 2003: You’re Never Too Old To Gangbang

## Szenenpreise

### Best Anal or D.P. Scene
- 1994: Porsche Lynn, Sean Michaels & Julian St. Jox (Arabian Nights)
- 1995: Kim Chambers, Yvonne, Mark Davis & John Stagliano (Butt Banged Bicycle Babes)
- 1996: Careena Collins & Jake Steed (Bottom Dweller 33 1/3)
- 1997: Careena Collins, T. T. Boy & Tom Byron (Car Wash Angels)
- 1998: Alisha Klass & Tom Byron (Behind The Sphinc Door)
- 1999: Alisha Klass, Samantha Stylle & Sean Michaels (Tushy Heaven)
- 2000: Kelly, Alba Dea Monte, Rocco Siffredi & Nacho Vidal (When Rocco Meats Kelly 2)

### Best Girl-Girl Scene
- 1985: Erica Boyer & Robin Everett (Body Girls)
- 1986: 5 Woman Orgy (Pleasure Island)
- 1994: Janine & Julia Ann (Hidden Obsessions)
- 1995: Celeste, Debi Diamond & Misty Rain (The Dinner Party)
- 1996: Traci Allen, Careena Collins, Felecia, Jill Kelly & Misty Rain (Takin' It To The Limit 6)
- 1997: Careena Collins & Felecia (Beyond Reality 1)
- 1998: Jeanna Fine, Tiffany Mynx & Stephanie Swift (Miscreants)
- 1999: Chloe & Alisha Klass (Tampa Tushy Fest 1)
- 2000: Chloe & Ginger Lynn (Torn)
- 2001: Syren & Ava Vincent (Les Vampyres)
- 2002: Jewel De’Nyle & Inari Vachs (No Man’s Land 33)
- 2003: Belladonna & Taylor St. Clair (The Fashionistas)
- 2004: Jenna Jameson & Carmen Luvana (My Plaything – Jenna Jameson 2 – Digital Sin)
- 2005: Audrey Hollander, Gia Paloma, Ashley Blue, Tyla Wynn, Brodi & Kelly Kline (The Violation of Audrey Hollander – JM Productions)

### Best Group Scene
- 1985: Pippi Anderssen & 5 andere (Stud Hunters)
- 1986: Ginger Lynn & Tom Byron & Steve Powers (New Wave Hookers)
- 1994: Slave To Love; Orgy
- 1995: Stephanie Hart-Rogers, Janey Lamb, Rocco Siffredi & Joey Silvera (Buttman’s British Moderately Big Tit Adventure)
- 1996: Staircase Orgy (New Wave Hookers 4)
- 1997: Missy, Taren Steele, Hakan & Alex Sanders (American Tushy)
- 1998: Chloe, Missy, Ruby & Mickey G. (Psychosexuals)
- 1999: Iroc, Tiffany Mynx, Stryc-9, Van Damage & Luciano (Asswoman In Wonderland)
- 2000: Final Orgy (Ultimate Guide To Anal Sex For Women)
- 2001: Krysti Mist Gangbang (Days Of Whore)
- 2002: Aurora Snow & five men (Gangbang Auditions 7)
- 2003: Friday, Taylor St. Clair, Sharon Wild & Rocco Siffredi (The Fashionistas)
- 2004: Taylor Rain, Arnold Schwarzenpecker, John Strong, Trent Tesoro & Mark Wood (Flesh Hunter 5 – Evil Angel Productions)
- 2005: Missy Monroe, Kami Andrews, Julie Night & others (Baker’s Dozen 2 – Platinum X Pictures)

### Kinky Scene
- 1985: Jamie Gillis & Marilyn Chambers (Insatiable II)
- 1986: Jamie Gillis, Gayle Sterling & Lynx Canon (Nasty)

### Best Male-Female / Couples Scene
- 1985: Rachel Ashley & John Leslie (Every Woman Has A Fantasy)
- 1986: Nina Hartley & John Leslie (Ball Busters)
- 1987: Nina Hartley & Buck Adams (Peeping Tom)
- 1991: Tori Welles & Buck Adams (The Chameleon)
- 1992: Silver & Rocco Siffredi (Buttman’s European Vacation)
- 1993: Tiffany Million & Rocco Siffredi (Face Dance 2)
- 1994: Crystal Wilder & Rocco Siffredi (New Wave Hookers 3)
- 1995: Lana & T. T. Boy (Seymore & Shane On The Loose)
- 1996: Careena Collins & Rocco Siffredi (Kink)
- 1997: Lovette & Max Hardcore (Max 8: The Fugitive)
- 1998: Nikita & Mickey G. (Psychosexuals)
- 1999: Elena & T. T. Boy (Pink Hotel On Butt Row)
- 2000: Gwen Summers & Julian (Nothing To Hide 3 & Nothing To Hide 4)
- 2001: Jewel De’Nyle & Nacho Vidal (Xxxtreme Fantasies Of Jewel De’Nyle)
- 2002: Chloe & Mark Davis (Welcome To Chloeville 3)
- 2003: Taylor St. Claire & Rocco Siffredi (The Fashionistas)
- 2004: Jewel De’Nyle & Manuel Ferrara (Babes in Pornland 14: Bubble Butt Babes – Puritan Video Productions)
- 2005: Lexington Steele & Katsumi (XXX – Mercenary Pictures)
- 2006: Penny Flame & Herschel Savage (Dark Side – Red Light District Films)

### Best On-Screen Chemistry
- 2007: Gianna Michaels, Jenna Haze & Rocco Siffredi (Fashionistas Safado – The Challenge – Evil Angel Productions)
- 2008: Joanna Angel & James Deen
- 2009: Joanna Angel & James Deen

### Best Oral Scene
- 1985: Ron Jeremy & Little Oral Annie (Succulent)
- 1986: Amber Lynn, Peter North & Rick Savage (Love Bites)

### Best Threeway Scene
- 2001: Amanda, Jessica & Nacho Vidal (Please 9)
- 2002: Aurora Snow, Mr. Marcus & Lexington Steele (Up Your Ass 18)
- 2003: Gauge, Aurora Snow & Jules Jordan (Trained Teens)
- 2004: Julie Night, Manuel Ferrara & Steve Holmes (Mason’s Dirty Tricks – Elegant Angel)
- 2005: Teagan, Mark Ashley & Alberto Rey (Flesh Hunter 7 – Evil Angel Productions)

## Gay Awards
1985 bis 1990 wurden auch Auszeichnungen für schwule Pornofilme vergeben.

### Feature
- 1985: Sailor in the Wild (Catalina Video)
- 1986: Hot on the Trail (J.D. Cadinot)
- 1987: Bigger than Life (HUGE Video)
- 1988: Big Guns (Catalina Video)
- 1989: Too Big for His Britches (Tyger/Sierra Pacific)
- 1990: Heat in the Night (HUGE Video)

### Director
- 1985: Matt Sterling (Sizing Up)
- 1986: William Higgins (The Young and the Hung)
- 1987: Matt Sterling (Bigger than Life)
- 1988: Christopher Rage (My Masters)
- 1989: Ronnie Shark (Too Big for His Britches)
- 1990: Kristen Bjorn (Carnival in Rio)

### Actor
- 1985: Michael Christopher
- 1986: Ron Pearson
- 1987: Jeff Stryker
- 1988: Mike Henson
- 1989: Steve Hammond
- 1990: Tim Lowe

### Newcomer
- 1986: Cory Baker
- 1987: John Davenport
- 1988: Kevin Williams
- 1989: Tim Lowe
- 1990: Joey Stefano

## Hall of Fame
Zusätzlich zu den regulären Kategorien nimmt die XRCO die aus ihrer Sicht bedeutenden Personen und Filme der (US-amerikanischen) Pornobranche auch in ihre Hall of Fame (Ruhmeshalle) auf. Die Personen müssen seit mindestens 10 Jahren in der Branche tätig sein; neu in die Hall of Fame aufgenommene Personen und Filme werden bei der jährlichen Preisverleihung verkündet. Die XRCO Hall of Fame unterteilt sich in Movies (Filme), Actresses (Darstellerinnen), Actors (Darsteller), Film Pioneers (Filmpioniere), Film Creators (Filmschöpfer), Fifth Estate („Fünfte Gewalt“, sonstige verdiente Personen), bei besonderen Anlässen vergebene Special Awards (Spezialpreise) sowie gelegentlich weitere Kategorien. (Stand: 2009)

### Filme
in der Reihenfolge der Aufnahme in die Hall of Fame
- Deep Throat, 1985
- Behind the Green Door, 1985
- The Opening of Misty Beethoven, 1985
- The Private Afternoons of Pamela Mann, 1986
- The Story of Joanna, 1986
- Honeypie, 1986
- The Devil in Miss Jones
- Femmes De Sade
- Wet Rainbow
- Naked Came the Stranger
- 3 A.M.
- Desires Within Young Girls
- Barbara Broadcast
- The Other Side of Julie
- Take Off
- The Candy Stripers
- Sex World
- Easy
- Babylon Pink
- The Ecstasy Girls
- Pretty Peaches
- Eruption
- Baby Face
- Jack & Jill
- Insatiable
- Talk Dirty to Me
- Nightdreams
- Justine: Nothing to Hide 2
- Randy the Electric Lady
- Café Flesh
- Outlaw Ladies
- Platinum Paradise
- All American Girls
- Roommates
- Sexcapades
- Bad Girls
- Every Woman Has a Fantasy
- Firestorm
- New Wave Hookers
- Night Hunger
- Taboo (Pornofilm)
- Little Girls Blue
- Taboo American Style
- Dangerous Stuff
- White Bun Busters
- Loose Ends
- Mary! Mary!
- Dixie Ray, Hollywood Star
- Sensations
- Her Name Was Lisa
- Aerobisex Girls
- Anna Obsessed
- The Catwoman
- Buttman’s Ultimate Workout
- The Chameleon
- Hot Pursuit
- The Big Thrill
- Night Trips
- The Dancers
- Wild Goose Chase
- Chameleons – Not The Sequel
- Amanda By Night
- Buttman’s European Vacation
- Black Throat
- Face Dance I & II, 2006
- Justine: Nothing to Hide 2, 2006
- Neon Nights, 2006
- Latex, 2007
- Reel People, 2008
- Curse of the Catwoman, 2008
- Dog Walker, 2009
- Whispered Lies, 2010
- The Fashionistas, 2013
- Slave to Love, 2014
- House of Dreams, 2017
- Where The Boys Aren’t, 2025

### Darstellerinnen
- Georgina Spelvin, 1985
- Tina Russell, 1985
- Rene Bond, 1985
- Marilyn Chambers, 1985
- Sharon Thorpe, 1985
- Annette Haven, 1986
- Lesllie Bovee
- Sharon Mitchell
- Colleen Brennan
- Sharon Kane
- Gloria Leonard
- Kay Parker
- Suzanne McBain
- Seka
- Veronica Hart
- Erica Boyer
- Vanessa Del Rio
- Desiree Cousteau
- Lisa DeLeeuw
- Hyapatia Lee, 1993
- Debi Diamond, 1993
- Shanna McCullough
- Ginger Lynn
- Christy Canyon
- Amber Lynn, 1995
- Nina Hartley, 1995
- Desiree West
- Jeanna Fine
- Bionca, 1997
- Careena Collins, 1997
- Kelly Nichols, 1998
- Annie Sprinkle, 1998
- Barbara Dare, 1998
- Jesie St. James, 1998
- Shauna Grant, 1998
- Linda Wong, 1998
- Tori Welles, 1999
- Porsche Lynn, 2000
- Tracey Adams, 2000
- Teri Weigel, 2001
- Ashlyn Gere, 2002
- Tiffany Mynx, 2002
- Selena Steele, 2003
- Jenna Jameson, 2005
- Kylie Ireland 2006
- Keisha, 2006
- Janine Lindemulder, 2007
- Serenity, 2007
- Francesca Lé, 2007
- Jeannie Pepper, 2008
- Chloe, 2008
- Stephanie Swift, 2008
- Shayla Laveaux, 2008
- Nikki Dial, 2008
- Jewel De’Nyle, 2009
- Leena, 2009
- Missy, 2009
- Joanna Storm, 2009
- Angel Kelly, 2009
- Stacy Valentine, 2009
- Sunset Thomas, 2010
- Inari Vachs, 2010
- Nikki Charm, 2010
- Jada Fire, 2010
- RayVeness, 2011
- Tricia Devereaux, 2011
- Jessica Drake, 2011
- Lynn LeMay, 2011
- Juli Ashton, 2011
- Aurora Snow, 2011
- Julia Ann, 2012
- Jesse Jane, 2012
- Jenna Haze, 2012
- Belladonna, 2013
- Lisa Ann, 2013
- Alexandra Silk, 2013
- Rebecca Bardoux, 2014
- Tera Patrick, 2014
- Stormy Daniels, 2014
- Taylor Wane, 2014
- Melissa Hill, 2015
- Hillary Scott, 2016
- Briana Banks, 2016
- Ruby, 2017
- Raylene, 2017
- Darla Crane, 2017
- Devon, 2018
- Micky Lynn, 2018
- Alexis Texas, 2018
- Alana Evans, 2019
- Brandi Love, 2019
- Phoenix Marie, 2019
- Tori Black, 2020
- Kaitlyn Ashley, 2020
- Asa Akira, 2020
- Angela White, 2020
- Jeanne Silver, 2021
- Sunny Lane, 2021
- India Summer, 2021
- Katie Morgan, 2021
- Ashley Blue, 2021
- Riley Reid, 2021
- Heather Hunter, 2022
- Kayden Kross, 2022
- Dana DeArmond, 2022
- Sasha Grey, 2023
- Natasha Nice, 2023
- Tanya Tate, 2023
- Celeste, 2024
- Felecia, 2024
- Kagney Linn Karter, 2024
- Lexi Belle, 2024
- Misty Stone, 2024
- Brittany Andrews, 2025
- Tracy Allen, 2025

### Darsteller
- John C. Holmes, 1985
- Harry Reems, 1985
- Jamie Gillis, 1985
- Eric Edwards, 1985
- John Leslie, 1985
- Paul Thomas, 1986
- Herschel Savage
- Jon Martin
- Joey Silvera
- Randy West
- Ron Jeremy
- Mike Horner
- Tom Byron
- Marc Wallice
- Peter North
- Buck Adams, 1995
- Don Fernando
- Steve Drake, 1998
- Sean Michaels, 1999
- T. T. Boy, 1999
- Rocco Siffredi, 2000
- Jake Steed
- Billy Dee, 2001
- Randy Spears, 2002
- Mark Davis, 2006
- Jon Dough, 2006
- Blake Palmer, 2006
- Steven St. Croix, 2007
- Mr. Marcus, 2007
- Christoph Clark, 2008
- Lexington Steele, 2009
- Evan Stone, 2010
- Erik Everhard, 2010
- Dave Cummings, 2011
- Manuel Ferrara, 2011
- Vince Vouyer, 2012
- Mark Wood, 2014
- Tony Montana, 2014
- Eric Masterson, 2017
- Brandon Iron, 2018
- Kyle Stone, 2018
- Mick Blue, 2018
- Jay Crew, 2019
- Ramon Nomar, 2019
- Steve Holmes, 2019
- Tommy Pistol, 2023
- Michael Stefano, 2023
- James Bartholet, 2024
- Tommy Gunn, 2024
- John Strong, 2025
- Pat Myne, 2025
- Paul Allen, 2025

### Filmschöpfer
- David F. Friedman, 1985
- Gerard Damiano, 1985
- Radley Metzger (Henry Paris), 1985
- Alex de Renzy, 1986
- Anthony Spinelli, 1986
- Howard Ziehm (Linus Gator), 1986
- Bob Chinn
- Harold Lime
- The Mitchell Brothers
- Cecil Howard
- Henri Pachard
- Robert McCallum
- Erik Anderson
- Chuck Vincent
- F. J. Lincoln, 1993
- Bobby Hollander, 1993
- Bruce Seven, 1993
- John Stagliano
- Gregory Dark, 1995
- Michael Carpenter
- Candida Royalle, 1997
- Ed Powers, 1998
- Damon Christian, 1999
- Patrick Collins, 2000
- Jim Enright, 2000
- Kirdy Stevens, 2001
- Andrew Blake, 2002
- Seymore Butts, 2003
- James Avalon, 2003
- Michael Ninn, 2006
- Rinse Dream, 2007
- Suze Randall, 2008
- Richard Mahler, 2008
- Brad Armstrong, 2009
- Jules Jordan, 2009
- Miles Long, 2012
- Luc Wylder, 2012
- Christian Mann, 2013
- Jonathan Morgan, 2013
- Rodney Moore, 2013
- Axel Braun, 2014
- Jeff Mullen, 2015
- Stoney Curtis, 2015
- Mason, 2016
- Joanna Angel, 2016
- Raven Touchstone, 2016
- Mike Quasar, 2022
- Robby D., 2022
- Wesley Emerson, 2022
- Chris Streams, 2023
- Mike John, 2024
- Ivan, 2025
- Tim Von Swine, 2025
- Drew Black, 2025

### Filmpioniere
- George S. McDonald
- Sandi Carey
- Sandy Dempsey
- Ric Lutze
- Jesse Adams
- Serena
- Darby Lloyd Rains
- C. J. Laing
- Cyndee Summers
- Johnny Keyes
- Richard Mailer
- William Margold
- Bob Vosse
- John Seeman, 1993
- David Christopher, 1993
- Michael Morrison, 1993
- Roy Karch, 1998
- Jim Malibu, 1998
- Juliet Anderson, 1998
- Bobby Astyr, 1998
- George Payne, 1998
- Dean Roberson, 2000
- Richard Pacheco, 2006
- Loni Sanders, 2007
- Mai Lin, 2007
- R. Bolla, 2008
- Marc Stevens, 2008
- Lysa Thatcher, 2008
- Abigail Clayton, 2008
- Kandi Barbour, 2009
- Mike Ranger, 2010
- Rhonda Jo Petty, 2012
- Brigitte Lahaie, 2014
- John Seeman, 2015
- Lasse Braun, 2015
- Karen Summer, 2015
- Constance Money, 2016
- Vanity, 2020

### Fünfte Gewalt
- Reb Sawitz, 1993
- Jim South, 1995
- Al Goldstein, 1993
- Larry Flynt
- William Rotsler, 1993
- Jeremy Stone, 1997
- John Rowberry
- Susie Bright, 2002
- Bill Liebowitz, 2004
- Jim Holliday, 2004
- Jared Rutter, 2004
- Danni Ashe, 2006
- Doug Oliver, 2006
- Mark Kernes, 2007
- Paul Fishbein, 2008
- Roger T. Pipe, 2009
- Peter Van Aarle, 2011
- DEN Recob, 2012
- Tristan Taormino, 2012
- Jim Dawson, 2015
- Art Koch, 2019
- Dirty Bob, 2025

### Spezialpreise
- Michael Cates, 1995 für Verdienste in Videografie, Kinematografie und Schnitt
- Carl Esser, 1995 (in memoriam)
- Anna Malle, 2007
- Christi Lake, 2007
- Asia Carrera, 2008
- H. Louis Sirkin, 2008
- Max Hardcore, 2009 (als Outlaw of Porn)
- Phil Harvey, 2010
- Seymour Satin, Sardo’s Grill & Lounge, 2015
- Jeff Vanzetti, 2016
- Don Houston, 2016
- Steve Hirsch, 2016
- Steve Orenstein, 2016
- Mark Spiegler, 2021
- Axel Braun, 2025